# Aimee Lou Wood
Aimee Lou Wood, née le 3 février 1994 à Stockport (Angleterre), est une actrice britannique.

## Biographie
Aimee Lou Wood est née le 3 février 1994 à Stockport (Grand Manchester), Angleterre. Elle a une sœur, Emily Wood.
Elle sort diplômée en 2017 de la Royal Academy of Dramatic Art.

## Carrière
Elle commence sa carrière en 2019 dans la série Sex Education, diffusée sur Netflix.
En 2021, elle joue aux côtés de Benedict Cumberbatch, Claire Foy, Andrea Riseborough, Toby Jones et Stacy Martin dans le biopic La Vie extraordinaire de Louis Wain réalisé par Will Sharpe.
En 2024, elle incarne le rôle principal de la série télévisée britannique Daddy Issues (en), aux côtés de David Morrissey.
En 2025, elle tient un des rôles principaux dans la série américaine The White Lotus.

## Vie privée
Aimee Lou Wood a été en couple avec Connor Swindells, son partenaire dans Sex Education, de 2019 à 2021.

## Filmographie

### Cinéma

#### Longs métrages
- 2020 : Uncle Vanya de Ross MacGibbon : Sonya
- 2021 : La Vie extraordinaire de Louis Wain (The Electrical Life of Louis Wain) de Will Sharpe : Claire
- 2022 : Vivre (Living) de Oliver Hermanus : Margaret Harris

### Télévision

#### Séries télévisées
- 2019 - 2023 : Sex Education : Aimee Gibbs
- 2024 : Daddy Issues (en) : Gemma
- 2025 : The White Lotus : Chelsea
- 2025 : Toxic Town : Tracey Taylor